# ArcoLinux
ArcoLinux es una distribución de Linux que proporciona a los usuarios un entorno informático basado en Arch Linux con el entorno de escritorio Xfce. El modelo de lanzamiento es de Liberación continua o rolling release.
Su país de origen y sede actual es Bélgica.

## Características
- Aunque viene con el entorno de escritorio Xfce por defecto también se pueden instalar los escritorios Kde Plasma, GNOME, LXQt, Mate entre otros.

- Como modo de instalación usa Calamares. Lo que da mayor facilidad y velocidad en el proceso.

- Al ser derivado de Arch Linux su gestor de paquetes es Pacman.[3]

## Instalación
Tiene 3 ramas para su instalación:
- ArcoLinux: con mayor cantidad de paquetería preinstalada y con Xfce como entorno; un sistema listo para usar.
- ArcoLinuxD: sin programas pre-instalados.
- ArcoLinuxB: nos da la posibilidad de elegir de forma sencilla los programas y el entorno de escritorio.[4]

## Aplicaciones preinstaladas
- Vlc. Reproductor multimedia.
- Firefox. Navegador web.
- Pamac. Centro de software, gestor de paquetes.
- Telegram. Programa de comunicación.
- Thunar. Gestor de archivos.
- Terminal Xfce. Emulador de terminal.
- Xarchiver. Archivador.
- Ristretto. Gestor de imágenes.
- GParted. Gestor de discos.